# Jan Jirout
Jan Jirout (3. června 1912, Praha – 25. října 2001) byl český lékař, zakladatel české neuroradiologie, žák a spolupracovník akademika Kamila Hennera na pražské neurologické klinice, dlouholetý předseda České neurologické společnosti a zakládající člen neuroradiologické komise Světové neurologické federace, předseda Evropské neuroradiologické společnosti, člen Německé radiologické společnosti, člen Americké radiologické společnosti, čestný člen České myoskeletální společnosti a člen Německé myoskeletální společnosti.

## Životopis
Ukončil studium na lékařské fakultě UK v roce 1937. Po promoci nastoupil jako sekundární lékař v neurologické skupině akademika Hennera při I. interní klinice. Pod vedením prof. Bašteckého se seznámil se základy rentgenologie a začal se specializovat na změny v nervovém systému. Roku 1945 se stal vedoucím rentgenologického oddělení neurologické kliniky a věnoval se klinické neurologii – stavům po otřesech mozku, výzkumu roztroušené sklerózy, syringomyelii, mozkovým nádorům aj. Posléze se věnoval neuroradiologii (vyšetření míchy a nervů pomocí rentgenu), pneumoradiologii a myoskeletální medicíně.
Zavedl metodu tzv. insuflace (naplnění mozkových komor plynem pro rentgenové zobrazení) a neurologickou diagnostiku obohatil o nové testy (pozorování reaktibility mozkové tkáně, změna tvaru mozkových komor před a po mozkové funkci, dynamika arachnoidálních prostor, diagnostika nádorů změnou pohybu míchy, “negativní kontrast” u difůzní atrofie míchy aj.). V roce 1946 habilitoval pro obor neurologie a společně s akad. Hennerem začal přednášet na neurologické klinice LF UK. V roce 1958 obhájil titul doktora lékařských věd a r. 1959 byl jmenován profesorem neurologie.

## Publikace
Jan Jirout publikoval více než 150 odborných článků doma i v zahraničí. Z jeho monografií jsou nejvýznamnější Encefalografie (Praha, 1948), Obecná neuroradiologie (Praha, 1956), Neuroradiologie (německy, Berlin, 1966), Pneumomyelografie (Praha, 1964, rusky Pněvmomielografija 1964, anglicky Pneumomyelography, USA, 1969), která vyšla ve více světových jazycích. Dále publikoval Neuroradiologie páteře a páteřního kanálu (spolu s Lewitem, Kvíčalou a Bretem, Praha, 1973), Neuroradiologie I. (spolu s Kvíčalou, Praha, 1977) a Rentgenologie dynamiky krční páteře (Fischer Verlag, Stuttgart, New York). Byl opakovaně zván na přednášková turné do USA a Kanady, na evropská sympózia a kongresy a zasadil se tak o povědomí o českém zdravotnictví ve světě.

## Myoskeletální medicína
Jan Jirout byl také předním odborníkem na myoskeletální medicínu. Po boku Karla Lewita, Vladimíra Jandy a Františka Véleho se podílel na formování tzv. Pražské rehabilitační školy, do níž přispěl zejména poznatky o funkční dynamice krční páteře, např. do té doby nepozorovaném sagitálním klopení obratlů při úklonech hlavou. Propracoval rentgenologii synkinéz, tj. souhybů kloubů při pohybu páteře, ’kloubní hru’ a dynamickou pohyblivost krční a hrudní míchy. Správně tušil, že časté pravo - levé tělesné asymetrie jsou důsledkem dominance jedné mozkové hemisféry. Obohatil metodologii manuální léčby, když u reponibilních výhřezů plotének navrhl manévry, jež mohou výhřez zvrátit. Podle pamětníků prováděl manuální techniky s velkým citem a jemností.

## Metodologie
Ačkoliv se profesor Jirout věnoval většinu života zobrazovacím metodám a pro pražskou neurologickou kliniku usiloval vždy o nejmodernější zařízení (RTG, CT, MRI), spojoval tyto vždy s klinickým vyšetřením rozhovorem, kineziologickým rozborem, vyhmatáváním aj. Byl klinik s prostorovou představivostí a vnímavostí pro tvar, dovedl v rentgenovém zobrazení rozpoznat jak klinickou problematiku, tak projevy funkce a její změny. Podle jeho slov zůstane vždy nutné vycházet prvotně z klinických výsledků a tyto doplňovat o zobrazovací vyšetření. Už v 70.–90. letech 20. století se tak dostával do sporu s přísnými zastánci zobrazovacích metod, kteří měli klinická vyšetření za zavádějící.

## Citáty
„Nebudu přeci posluchače ponižovat základními banalitami, které si lze přečíst.

...za vše mluví historka, kdy jeden snaživý mladý kolega při ranní rentgenové vizitě podotkl, že se mu zdá vyšetřovaná céva přece jen vychýlena. Pan profesor zdvořile odpověděl slovy: „Ano, pane kolego, máte pravdu.“ A pokračoval v diktování závěru vyšetření: „Nález u pacienta je zcela normální.“